# Svetislav Golubović
Pour les articles homonymes, voir Golubović.
Svetislav Golubović (en alphabet cyrillique serbe : Светислав Голубовић ; né en 1917 à Batajnica et mort en août 1942 dans le massif de la Fruška gora) participa à la lutte de libération nationale de la Yougoslavie. Il était surnommé Mitraljeta, la mitraillette.

## Biographie

### Jeunesse
Svetislav Golubović est né en 1917 à Batajnica, près de Zemun, dans une région qui, alors, se trouvait sous le contrôle de l'Autriche-Hongrie. Issu d'une famille de paysans pauvres, il avait trois frères et deux sœurs. Il suivit trois années de cours au lycée puis travailla comme artisan sans jamais avoir appris son métier. En 1939, il s'engagea dans l'Armée royale yougoslave en même temps que ses autres frères.
Dans son village natal vivaient plusieurs étudiants qui l'initièrent au communisme ; la bibliothèque locale possédait des livres marxistes et Svetislav Golubović en devint un lecteur régulier. À l'époque, l'un de ses livres préférés était le roman La Mère de Maxime Gorki et le jeune homme commença à acheter des livres. À l'armée, il se lia avec plusieurs camarades, avec qui il parla de l'Union soviétique et du communisme. En 1940, ses opinions affichées lui valurent d'être condamné à 30 jours de prison.
Après son service militaire, il resta un temps sans emploi puis travailla à Novi Sad, où il resta jusqu'à la Seconde Guerre mondiale, qui, en Yougoslavie, débuta en 1941.

### Les débuts de l'occupation
Après l'invasion de la Yougoslavie par les forces de l'Axe, Svetislav Golubović et son ami d'enfance Ratko Bokun rejoignirent Dimitrije Marčetić et s'engagèrent dans le Mouvement national de libération de la Yougoslavie (en serbe : Narodnooslobodilački pokret Jugoslavije). À la fin du mois de juillet 1941, à Batajnica, se forma une cellule du Parti communiste de Yougoslavie ; Ratko Bokun en était le secrétaire, Rada Obradović était le secrétaire de la Ligue de la jeunesse communiste de Yougoslavie (Savez komunističke omladine Jugoslavije ; en abrégé : SKOJ) et Svetislav Golubović Cvejko devint le responsable des affaires militaires de la section. 
La maison de Cvejko devint un lieu de rencontre pour les activistes du Mouvement de libération nationale. Parmi les personnes qui s'y cachèrent à partir de l'été 1941, on peut citer Andrija Habuš, Silvester Fogl, Dragan Rajnperh, Anka Daus et Milka Bobinac. Fin 1941 et début 1942, y furent hébergés Aćim Grulović, Jovan Veselinov Žarko et Stanka Munćan-Veselinov Seka, qui participaient à la lutte de libération en Syrmie. La maison fut alors notamment fréquentée par Janko Lisjak, Stevan Dukić, Sóti Pál et Uroš Ostojić, qui participaient à la lutte de libération dans la région de Zemun.

### Mitraljeta
Après la création de la cellule de Batjnica, Cvejko, responsable des affaires militaires, rejoignit les forces d'attaque sur le terrain. Sa première opération eut lieu au début du mois d'août 1941. Il s'agissait de couper les lignes téléphoniques et télégraphiques situées sur la voie de chemin de fer Batajnica-Zemun.
Il travailla à collecter des armes et vola sa première mitraillette avec l'aide de Rada Obradović. L'une de ses cibles privilégiée était l'usine Zmaj de Zemun.
En juillet 1942, les Partisans communistes intensifièrent la lutte dans la montagne de la Fruška gora et Cvejko se battit à leur côté, muni de sa fameuse mitraillette. Après une opération menée à Šimanovci dans la nuit du 28 au 29 juillet 1942, Cvejko fut surnommé Mitraljeta, la « mitraillette » ; participèrent à l'opération plusieurs dizaines de Partisans de Radiša Oparušić Stanko et Milan Stepanović Matroz ainsi que des membres des organisations communistes de Šimanovci ; les communistes réussirent à s'emparer de plus de trente fusils, de munitions et de grenades. Mitraljeta participa aussi à une opération menée à Deč le 15 août 1942. 
Svetislav Golubović fut tué en 1942 lors de la grande offensive allemande contre les Partisans de la Fruška gora, non loin de Velika Remeta.